# American Translators Association
La American Translators Association (ATA) (en español: Asociación Norteamericana de Traductores) fue fundada en 1959 y es la mayor asociación profesional de traductores e intérpretes en los Estados Unidos, con más de 10 000 miembros en 80 países. Es miembro de la Federación Internacional de Traductores (FIT).

## Certificación
La ATA ofrece actualmente exámenes de certificación en los siguientes pares de idiomas:
Al inglés desde el árabe, alemán, croata, danés, español, francés, húngaro, italiano, japonés, neerlandés, polaco, portugués y ruso. 
Del inglés al alemán, chino, croata, español, finés, francés, húngaro, italiano, japonés, macedonio, neerlandés, polaco, portugués, ruso y ucraniano. 
La organización requiere de sus miembros la participación en actividades de "educación continua" con otorgamiento de puntos, aprobadas por la asociación, de modo de mantener la certificación tras aprobar un examen de certificación.

## Autoridades
La ATA está regida por sus Estatutos.

### Autoridades actuales
- Nicholas Hartmann, presidente
- Dorothee Racette, presidenta electa
- Virginia Pérez-Santalla, secretaria
- Gabe Bokor, tesorero

### Expresidentes
| - 1960–1963 Alexander Gode - 1963–1965 Kurt Gingold - 1965–1967 Henry Fischbach - 1967–1969 Boris Anzlowar - 1969–1970 Daniel Peter Moynihan (renunció en junio de 1970) - 1970–1971 William I. Bertsche (completó el periodo de Moynihan) - 1971–1973 Thomas Wilds - 1973–1975 William I. Bertsche - 1975–1977 Roy Tinsley - 1977–1979 Josephine Thornton - 1979–1981 Thomas R. Bauman - 1981–1983 Benjamin Teague | - 1983–1985 Virginia Eva Berry - 1985–1987 Patricia E. Newman - 1987–1989 Karl Kummer - 1989–1991 Deanna L. Hammond - 1991–1993 Leslie Wilson - 1993–1995 Edith F. Losa - 1995–1997 Peter W. Krawutschke - 1997–1999 Muriel M. Jérôme-O'Keeffe - 1999–2001 Ann G. Macfarlane - 2001–2003 Thomas L. West III - 2003–2005 Scott Brennan - 2005–2007 Marian S. Greenfield - 2007–2009 Jiri Stejskal |

## Publicaciones
- The ATA Chronicle - publicación mensual disponible sólo en versión impresa; la misma combina artículos sobre diversos temas relativos a la traducción con otras secciones habituales.
- Translation: Getting it Right
- Beacons
- ATA Scholarly Monograph Series — publicada anualmente por John Benjamins.